# Кернер, Антон
Анто́н Ке́рнер (нем. Anton Joseph Kerner von Marilaun, барон; 1831—1898) — австрийский ботаник.
Основные работы посвящены географии растительности, фитоценозам, систематике и гибридизации растений.
С 1848 по 1853 год изучал медицину в Венском университете, в 1854 году получил степень доктора медицины. Одновременно изучал естественную историю.
В 1858 году назначен профессором ботаники Политехнической школы в Офене, в 1860 году занял кафедру в университете в Инсбруке, с 1878 года — в Венском университете: директор Ботанического сада и профессор естественной истории.
Академик Венской академии наук (1872).

## Печатные труды
- Das Pflanzenleben der Donauländer (нем.). — Innsbruck: Wagner, 1863.
- Die Abhängigkeit der Pflanzengestalt von Klima und Boden. Ein Beitrag zur Lehre von der Entstehung und Verbreitung der Arten, gestützt auf die Verwandtschaftsverhältnisse, geographische Verbreitung und Geschichte der Cytisusarten aus dem Stamme Tubocytisus D.C (нем.) / Versamml. Gesellsch. deutsch. Naturforscher und Ärzte. — 1869. — Bd. 43. — P. 1—48.
- Die Vegetationsverhältnisse des mittleren und östlichen Ungarns und angrenzenden Siebenbürgens. Lief. 1, 2 (нем.). — Innsbruck, 1875.
- Die Schutzmittel der Blüten gegen unberufene Gäste (нем.). — 1879.
- Beiträge zur Geschichte der Pflanzenwanderungen (нем.). — 1879.
- Pflanzenleben (нем.). — 1890—1891. . Русский перевод — Кернер фон-Марилаун А. Жизнь растений. В двух томах / Пер. со 2-го, вновь переработ. и дополн. нем. изд., с библиогр. указ. и ориг. дополн. А. Генкеля и В. Траншеля, под ред. засл. проф. И. П. Бородина. — СПб.: Книгоиздат. т-во «Просвещение», 1901—1902.
- Schedae ad Floram exsiccatam austrohungaricum (лат.). — 1881—1913.  (Band 8—9 von Karl Fritsch, Band 10 von Richard Wettstein).